# الصليب الأحمر في أندورا
جمعية الصليب الأحمر في أندورا ، هي مؤسسة طبية إنسانية ، أسست سنة 1980م وتقع مقرها الرئيسي في العاصمة أندورا لا فيلا.

## وصلات خارجية
- official website of the Andorra Red Cross
- Andorra Red Cross